# Old Bridge (Musselburgh)
L'Old Bridge, indicato anche come Auld Bridge (in lingua scozzese) o Roman Bridge perché edificato su un preesistente ponte di costruzione romana, è un ponte a tre archi situato a Musselburgh, East Lothian, Scozia. È uno dei ponti ad uso esclusivamente pedonale che congiungono le due suddivisioni che dividono il centro cittadino, Fisherrow e il centro storico di Musselburgh, sulle rive del fiume Esk; è inoltre la costruzione più antica della cittadina britannica, legato inoltre ad alcune battaglie e vicende storiche di Musselburgh.

## Storia e descrizione
La struttura originaria fu realizzata ad opera dell'esercito romano, qui giunto nel I secolo nell'ambito dell'espansione verso Nord dell'Impero romano dalla provincia romana della Britannia verso la Caledonia, addentrandosi nel territorio dei Votadini. Dove sorge l'odierno villaggio di Inveresk, poco a sud del centro di Musselburg, venne costruito un castrum in corrispondenza dell'estremità settentrionale della strada romana che da Chester proseguiva verso York, attraversando l'attuale East Lothian e raggiungendo infine la costa meridionale del Firth of Forth. Le necessità di un agevole attraversamento del fiume Esk spinsero i coloni a realizzare una struttura più solida e duratura, un ponte a due archi costruito in pietra le cui fondamenta risalgono al VI secolo e che servì come base nella successiva costruzione realizzata in epoca medievale.
Sulle fondamenta originali nei primi anni del XIII secolo venne eretto un nuovo ponte che manteneva la struttura a due archi. Le documentazioni storiche attestano che nel 1296 le truppe scozzesi lo attraversarono per concentrarsi prima della battaglia di Dunbar, e nel e nel 1314, quando quelle inglesi lo utilizzarono per ripiegare dopo la loro disfatta a Bannockburn.
Tuttavia l'episodio bellico dove fu direttamente coinvolto fu durante la battaglia di Pinkie Cleugh del 1547 dove fu oggetto dei colpi inflitti dalle navi della Marina inglese dalla foce del fiume, sulla costa del Firth of Forth. Fu nuovamente attraversato nel 1745 dalle truppe dell'esercito giacobita che, alla guida Carlo Edoardo Stuart si imposero nella battaglia di Prestonpans su quello hannoveriano agli ordini di John Cope.